# یوهانا نیمان
یوهانا نیمان (انگلیسی: Johanna Nyman؛ زادهٔ ۳۰ آوریل ۱۹۹۵) بازیکن فوتبال اهل سوئد است.
از باشگاه‌هایی که در آن بازی کرده‌است می‌توان به اومئا آی‌کی اشاره کرد.
وی همچنین در تیم ملی فوتبال Sweden U19 بازی کرده‌است.